# James I. Dungan
James Irvine Dungan (29 de mayo de 1844 – 28 de diciembre de 1931) fue un Representante estadounidense por Ohio.
Nacido en  Canonsburg, Pensilvania, Condado de Washington, Pensilvania, Dungan atendió a las escuelas públicas. Recibió una educación académica en la academia local en  Denmark, Iowa, y en la universidad de Washington, Iowa.  Durante la Guerra Civil sirvió como sargento de color en el 19.º Regimiento de Infantería voluntaria de Iowa. Estudió derecho.  Fue admitido al Colegio de Abogados en 1868 y comenzó sus prácticas en Jackson, Ohio. Fue Superintendente de las escuelas de Jackson, Ohio, y examinador de las escuelas de la ciudad y el condado, en 1867 y 1868.  Fue elegido alcalde de Jackson en  1869, y  trabajó como miembro del Senado del Estado de 1877 a 1879. Se desempeñó como delegado a la Convención Nacional Demócrata de 1880. 
Dungan fue elegido como Demócrata en el 52.º Congreso (4 de marzo de 1891- 3 de marzo de 1893). No tuvo éxito en las reelecciones. Ejerció como abogado en el Departamento del Interior desde 1893 hasta 1895. Regresó a Jackson, Ohio, y reanudó sus prácticas de abogado. Fue procurador de la Ciudad en 1913. Ejerció su profesión hasta su muerte en Jackson, Ohio, el 28 de diciembre de 1931. Fue enterrado en el cementerio de Fairmont.